# شيشيستر (كيبك)
شيشيستر (بالإنجليزية: Chichester, Quebec)‏ هي بلدية محلية في كيبيك تقع في كندا في Pontiac Regional County Municipality. يقدر عدد سكانها بـ 368 نسمة ومساحتها 235.40 كم2 .